# 1300
1300 је била преступна година.

## Догађаји
- Византијско-млетачки рат (1296-1302) део Млетачко-ђеновског рата (1293-1299).
- Фландријски рат (1297-1305) који је водио француски краљ Филип IV против Фландријске грофовије и фламанских градова.
- Грађански рат у Ливонији (1297-1330) Низ војних сукоба у којима су учествовале две главне супротстављене стране — Рига и Ливонски ред.
- Први рат за независност Шкотске (1296-1328).
- Филип IV Лепи, краљ Француске, започиње рат за анексију Фландријске грофовије.
- Шведска кампања коју је предводио Торгилс Кнутсон до ушћа Неве. Изградња тврђаве Ландскрона.
- Папа Бонифације VIII проглашава свету годину у којој се ходочасницима Рима обећава опроштај грехова. Ово је последња година пре организације крсташког рата. 2 милиона људи стиже у Рим, па је папа приморан да регулише проток људи који прелазе Анђеоски мост: ходочасници морају да се држе леве стране.
- Турци Османлије почињу освајање Мале Азије.
- Монголи заузимају и пљачкају Дамаск.
- У Парми је спаљен проповедник Сегарели, сељак који је захтевао заједницу имовине. Долчино предводи секту апостолика.
- Монголски поход у Бурми против државе Мјинсаинг и Шана.
- Оснивање града Билбаа у северној Шпанији.
- У Дмитрову је одржан репрезентативни конгрес руских кнежева. Конгрес се одржао у контексту Ногајеве смрти, што је довело до краја необичног двовлашћа у Златној Хорди. На конгресу су Михаил Јарослављић, Данило Московски и Иван Дмитријевич решили односе са великим кнезом Владимира Андрејем Александровичем. Међутим, Михаил никада није склопио мир са перејаславским кнезом Иваном Дмитријевичем; свађа између њих тицала се будућег наслеђа Перејаславске кнежевине, која је након смрти Ивана (умро 1302. године) припала Данилу Московском.
- Кијевски митрополит Максим рукоположио је Теоктиста за епископа Новгородског.

## Смрти
- Гвидо Кавалканти

- Теодора Раул

- Чака Бугарски